# Десятерик, Дмитрий Валентинович
Дми́трий Валенти́нович Десятери́к (17 января 1964, Днепропетровск, УССР, СССР) — украинский журналист, кино- и театральный критик. Составитель книги «Альтернативная культура. Энциклопедия» (2005).

## Журналистская деятельность
Родился в Днепропетровске (ныне — Днепр). Учился в Днепропетровском горном институте, откуда был отчислен в 1983 году за «нарушение устава ВЛКСМ». Основатель и редактор самиздатовского рок-журнала «Воляпюк», выходившего в Дніпропетровське в 1987—1988. Окончил с красным дипломом театральный факультет Киевского национального университета театра, кино и телевидения им. Карпенко-Карого (кафедра театроведения).
Несколько прозаических миниатюр опубликованы в сборнике «Очень короткие тексты» (Москва, НЛО, 2000). Составитель книги «Альтернативная культура. Энциклопедия» (Москва, «Ультра.Культура», 2005), автор большинства статей (наряду с Владимиром Задиракой, Аксиньей Куриной, Владимиром Нестеренко, Олегом Сидором-Гибелиндой). Публиковался в «Искусстве кино», в журнале «НАШ», в украинских, российских и польских газетах.
Брал интервью у Матвея Вайсберга, Киры Муратовой, Майка Ли, Ульриха Зайдля, Елены Придуваловой, Алексея Аполлонова, Алексея Белюсенко, Мирослова Слабошпицкого, Леси Ставицкой, Сергея Жадана и многих других.
В 2013 году был в составе жюри 43-го Международного кинофестиваля «Молодость».
Является членом Международной федерации кинопрессы (FIPRESCI). В августе 2015 кандидатура Десятерика была одобрена для участия в жюри ФИПРЕССИ 39 Монреальского кинофестиваля. Он стал первым украинцем-членом жюри в истории этого кинофестиваля. По словам Дмитрия Десятерика, свою работу в жюри он посвящает Олегу Сенцову и Александру Кольченку.
Работал над созданием арт-энциклопедии «UKRAINE. THE BEST. Культурное пространство от А до Я», в которую вошли 123 деятеля культуры Украины. Эта энциклопедия завоевала звание «Лучшая книга года» 23-го «Форума издателей» в 2016 году.
В 2015 году Дмитрий Десятерик был избран членом «Украинского Оскаровского комитета» (до 2021 года). В 2022 году Дмитрий Десятерик, Елена Рубашевская и Александр Гусев стали первыми украинцами, голосовавшими на кінопремії «Золотой глобус».